# Міське казино Базель
47°33′16″ пн. ш. 7°35′22″ сх. д. / 47.554444444444° пн. ш. 7.5894444444444° сх. д.
Базель Штадт-казино (нім. Stadtcasino Basel) — концертний зал у швейцарському місті Базель. Будівля розташована в центрі Великого Базеля, на площі Барфюссерплац (нім. Barfüsserplatz). Найбільша зала, Музикзал (нім. Musiksaal), датована 1876 роком і розрахована на 1500 осіб, всесвітньо відома своєю чудовою акустикою і є домашньою базою Базельського симфонічного оркестру. У цьому залі також проводить свої симфонічні концерти Базельський камерний оркестр.

## Історія
Історія міського казино сягає 1808 року, коли Загальне читацьке товариство Базеля орендувало нинішній Райнагероф для проведення дискусійних та ігрових зустрічей. Через стрімке збільшення кількості членів, в 1820 році в рамках Швейцарського музичного фестивалю в Базелі була сформована тимчасова комісія з будівництва будинку товариства, яка доручила молодому архітектору Мельхіору Беррі розробити план будівлі. У 1822 році розпочалися будівельні роботи на ділянці землі в центрі міста біля площі Барфюссерплац.

Базельське товариство казино було офіційно засновано 16 лютого 1824 року. Штадт-казино було введено в експлуатацію в 1826 році. Великий концертний зал, який є основою нинішнього міського казино, не був частиною будівлі Беррі, а прибудовано до неї в 1876 році. Архітектором концертного залу був Йоганн Якоб Штелін. Лінія забудови міського казино відповідала внутрішньому міському муру, який був знесений в 1821 році, а первісний вузький прохід між Штайненфорштадт і Барфюссерплац замінив Эзельштюрлайн.

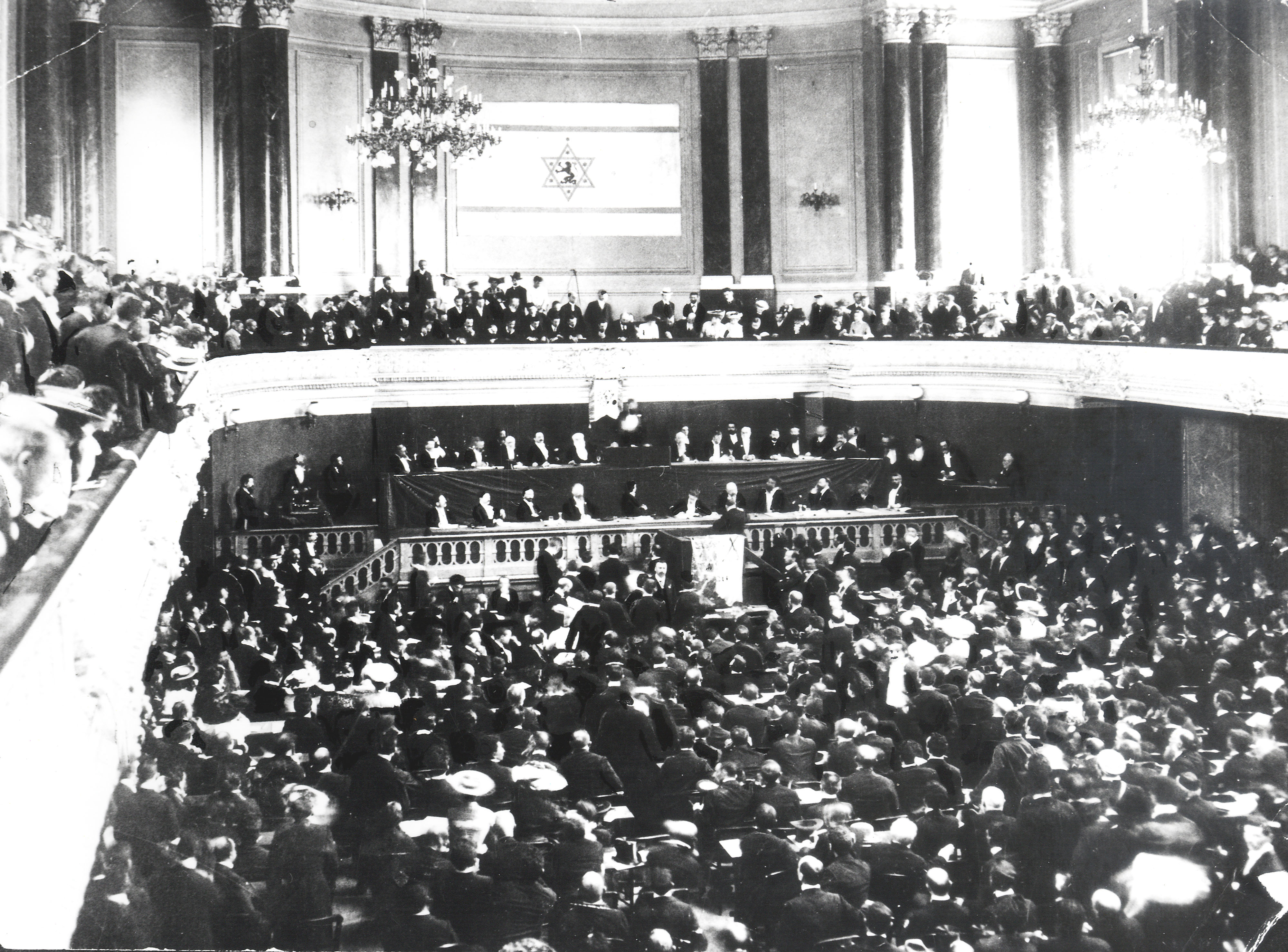
Теодор Герцль під час першого Сіоністського конгресу в 1897 році в головному залі Stadtcasino.

У 1897 році в Музичному залі під керівництвом Теодора Герцля відбувся перший Всесвітній сіоністський конгрес. Саме тут Герцль часом готував і оголошував свою "Базельську програму", в якій намічав політичні кроки для створення єврейської держави. До створення Держави Ізраїль в 1948 році Конгрес проводився в Базелі загалом десять разів, більше, ніж у будь-якому іншому місті чи місці у світі.
Повна реконструкція муніципального казино була проведена в 1976 році. У 2000-х роках, коли будівля вже не відповідала вимогам за різними параметрами, компанія казино оголосила конкурс на проект нової будівлі у 2000-07 рр., який виграла англо-іракська архітектурна зірка Заха Хадід. Попри те, що проект здобув широку підтримку в політичних і культурних колах і значна частина фінансування була покрита приватними пожертвами, він був відхилений на всенародному голосуванні 17 червня 2007 року. Подальше дослідження поведінки виборців показало, що багато опонентів визнали архітектурну якість проекту. Основною причиною їх відхилення було те, що куб будівлі був значно більшим за існуючу будівлю, що робило проект занадто домінуючим на площі Барфюссерплац. У 2016-20 рр. будівля перебудована та розширена за планами базельського архітектурного бюро Herzog & de Meuron.